# 因德彭登西亞市 (委內瑞拉)

因德彭登西亞市（西班牙語：Municipio Independencia），是委內瑞拉的一個市，位於該國北部米蘭達州，首府是聖特蕾莎德爾圖爾，始建於1761年，面積284平方公里，海拔高度160米，2011年人口139,109，人口密度每平方公里447.18人。